# Compañías coloniales francesas
Entre las muchas compañías europeas fundadas en el siglo XVII, Francia aportó el mayor contingente, con una variación en todos los lugares posibles, pero con muchos fracasos comerciales y financieros.
El modelo de estas grandes compañías fue la Compañía de las Indias Orientales Neerlandesas (Verenigde Oost Indische Compagnie, VOC), establecida desde 1602 por la fusión de una docena de sociedades locales de armadores instalados en varios puertos de las Provincias Unidas de los Países Bajos, y dotada, por un acto de los Estados Generales, con el monopolio de los fletes y el comercio con los países situados más allá del cabo de Buena Esperanza. La originalidad de esta sociedad fue la existencia de capitales propios sustanciales de 6,3 millones de florines, dividido en 2.200 acciones, en que la suscripción fue abierta tanto a nacionales como extranjeros.
Las Compañías de las Indias fueron las responsables de la creación de las bolsas de valores, tanto en Ámsterdam como en Londres o París. En este último, el enlace está marcado en la propia topografía urbana, ya que la Bolsa y la Compagnie des Indes se encuentran en el mismo edificio, en la rue Vivienne. 
Las compañías más destacadas fueron las siguientes:
- 1626 - Compagnie de Saint-Cristophe, fundada por el cardenal Richelieu;
- 1626 - Compagnie normande, fundada por cardenal Richelieu;
- 1627 - Compagnie de la Nouvelle-France o Compagnie des cent-associés, fundada por cardenal Richelieu;
- 1633 - Compagnie de Rouen, fundada por Charles Poncet de Brétigny en 1633.
- 1635 - Compagnie des îles d'Amérique que sucedió a la Compagnie de Saint-Christophe;
- 1651 - Primera Compagnie de la France équinoxiale, fundada por des associés
- 1658 - Compagnie du Cap-Vert et du Sénégal, fundada por Mazarino;
- 1660 - Compagnie de Chine, fundada por Mazarino;
- 1664 - Compagnie des Indes orientales, fundada por Jean-Baptiste Colbert
- 1664 - Compagnie française des Indes Occidentales, fundada por Jean-Baptiste Colbert
- 1663 - Compagnie de la France équinoxiale, fundada por Jean-Baptiste Colbert
- 1670 - Compagnie du Levant, fundada por Jean-Baptiste Colbert que se convertirá en 1685 en la Compagnie de la Méditerranée.
- 1673 - Compagnie du Sénégal, fundada por Luis XIV de Francia;
- 1682 - Compagnie de la Baie du Nord, fundada por Luis XIV;
- 1685 - Compagnie de Guinée, fundada por Luis XIV;
- 1698 - Compagnie de Saint-Domingue, fundada por Luis XIV;
- 1701 - Compagnie de l'Asiento, fundada por Luis XIV;
- 1717 - Compagnie d'Occident, fundada por John Law
- 1717 - Compagnie du Mississippi, fundada por John Law;
- 1741 - Compagnie royale d'Afrique, fundada por Luis XV de Francia;
- 1748 - Société d’Angola o Compagnie d’Angola, fundada por Antoine Walsh
- inicio del siglo XVIII, sociedad Grou et Michel, fundada por negreros nanteses.